# ديلفين فورست
ديلفين فورست (بالفرنسية: Delphine Forest)‏ هي ممثلة فرنسية، ولدت في 28 أغسطس 1966 بباريس في فرنسا.

## وصلات خارجية
- ديلفين فورست على موقع IMDb (الإنجليزية)
- ديلفين فورست على موقع ألو سيني (الفرنسية)
- ديلفين فورست على موقع أول موفي (الإنجليزية)
- ديلفين فورست على موقع قاعدة بيانات الأفلام السويدية (السويدية)
- ديلفين فورست على موقع قاعدة بيانات الفيلم (الإنجليزية)
- ديلفين فورست على موقع كينوبويسك (الروسية)